# گریمنستین
گریمنستین (به آلمانی: Grimmenstein) یک منطقهٔ مسکونی در اتریش است که در ناحیه نوین‌کیرشن واقع شده‌است. گریمنستین ۱٬۳۴۷ نفر جمعیت دارد.